# Punta Tucacas
Punta Tucacas es un promontorio en la costa del Mar Caribe del país suramericano de Venezuela. Administrativamente hace parte del Municipio Monseñor Iturriza del occidental Estado Falcón. Se le suele considerar como el punto más oriental del territorio falconiano (si se considera solo el territorio continental y no los cayos circundantes), y además es usada como punto de referencia para determinar el inicio del Golfo Triste que abarca un espacio entre las costas de los estados Falcón, Yaracuy y Carabobo. Se trata de una territorio protegido ya que forma parte del Parque nacional Morrocoy. No debe ser confundido con la localidad de Tucacas.